# Liste des tournées d'Eminem
 (décembre 2018).
Si vous disposez d'ouvrages ou d'articles de référence ou si vous connaissez des sites web de qualité traitant du thème abordé ici, merci de compléter l'article en donnant les références utiles à sa vérifiabilité et en les liant à la section « Notes et références ».
Eminem est un rappeur, auteur-compositeur, producteur, acteur et entrepreneur américain originaire de Détroit. Sa première tournée se déroula à l'été 2000 en compagnie de Dr. Dre, Snoop Dogg, Ice Cube et de nombreux autres artistes tels qu'Xzibit ou Warren G. La tournée comprit 44 concerts dispersés entre les États-Unis et le Canada. Cette tournée fut nommée Up in Smoke Tour et servit de promotion à l'album The Marshall Mathers LP d'Eminem. La même année, il entama sa première tournée internationale en solo, Anger Management Tour. Pendant cinq ans, il effectua 116 concerts dans le monde entier pour promouvoir ses albums The Marshall Mathers LP, The Eminem Show et Encore. Il annula treize concerts pour cause de dépression dont un au Stade de France initialement prévu le 7 septembre 2005. De 2010 à 2012, il effectua The Recovery Tour pour promouvoir son septième album. Il effectua 19 concerts partout dans le monde. En septembre 2010, il organisa une série de concerts avec son ami Jay-Z dans une tournée intitulée The Home and Home Tour. Quatre concerts furent organisés à Détroit et à New York. Eminem revint en 2013 sur scène lors d'une tournée en Europe composée de six concerts présentant des titres de ses précédents albums et promouvant son huitième album The Marshall Mathers LP 2 via le titre Survival. Après la sortie de son huitième album The Marshall Mathers LP 2, Eminem a donné une série de concerts dans le cadre de la tournée Rapture 2014, entre le 15 février 2014 et le 1er mars 2014. 

## Tournées
| Année | Titre                 | Durée                                      | Nombre de spectacles |
| --- | --------------------- | ------------------------------------------ | -------------------- |
| 2000-2005 | Anger Management Tour | 19 octobre 2000 – 13 août 2005 (Mondiale)  | 116                  |
| Cette tournée fit la promotion des albums The Marshall Mathers LP, The Eminem Show et Encore. La tournée a débuté le 19 octobre 2000 à East Rutherford dans le New Jersey à la suite de la sortie internationale de l'album The Marshall Mathers LP, le troisième album d'Eminem. L'opus rencontra un très grand succès partout dans le monde et notamment aux États-Unis où l'album s'écoula à plus de 1,76 million de copies en une semaine. Jusqu'en décembre 2000, le rappeur se concentra à la tournée nord-américaine avec des concerts à Washington D.C., Detroit ou encore à Houston. En février 2001, Eminem enchaîna 9 concerts en 9 jours au cours de sa tournée européenne. Il se produisit pour la première fois en France le 7 février 2001 au Palais omnisports de Paris-Bercy. En 2002, à l'occasion de la sortie de son quatrième album, The Eminem Show, le rappeur se produisit exclusivement dans son pays natal, les États-Unis. Deux clips vidéos ont été tirés de cette tournée, Sing for the Moment et When The Music Stops, chansons issues de l'album The Eminem Show. Au printemps 2003, Eminem effectua ses premiers concerts en Asie, dans la capitale japonaise, Tokyo. Il fut par la suite de retour en Europe avec un nouveau concert à Paris et d'autres à Amsterdam, Glasgow ou encore Hambourg. En 2005, Eminem reprend sa tournée nord-américaine avec des concerts de prestige à Detroit ou encore dans le Madison Square Garden de New York. Pour le mois de septembre, Eminem avait prévu 12 dates en Europe dont une au Stade de France et une autre à Murrayfield à Édimbourg mais il fut contraint de les annuler pour cause de dépression. |                       |                                            |                      |
| 2010-2012 | The Recovery Tour     | 9 juillet 2010 – 17 août 2012 (Mondiale)   | 19                   |
| Cette tournée fit la promotion des albums Relapse et Recovery. La tournée a débuté le 9 juillet 2010 par un concert en Suisse au Open Air Festival et s'est achevé au Stade olympique de Séoul le 17 août 2012. Pour cette tournée s'est rendu sur tous les continents. Il a donné des concerts en Europe en juin 2010 et en août 2011, en Amérique du Nord en septembre 2010 et à l'été 2011, en Asie en août 2012, en Amérique du Sud en novembre 2010 et en Océanie à l'hiver 2011. Lil Wayne fut chargé de faire les premières parties en Australie tandis que le groupe Slaughterhouse se produisirent en Asie. Il ne prévit pas de tournée originellement pour promouvoir Relapse car il avoua que sa fille n'aime pas le voir loin de lui. |                       |                                            |                      |
| 2014 | Rapture 2014          | 15 février 2014 – 1er mars 2014 (Mondiale) | 6                    |
| Cette tournée fit la promotion de l'album The Marshall Mathers LP 2. Cependant, des titres issus de l'ensemble de sa discographie sont présents dans la setlist. La tournée a débuté le 15 février 2014 par un concert en Nouvelle-Zélande à Auckland et s'est achevée au Ellis Park Stadium à Johannesbourg le 1er mars 2014. Plusieurs rappeurs comme Kendrick Lamar, J. Cole et Action Bronson ont fait les premières parties de la tournée. Le show s'ouvre avec Survival et se ferme par Lose Yourself. |                       |                                            |                      |

## Tournées en collaborations
| Année | Titre                                                | Durée                                                   | Nombre de spectacles |
| --- | ---------------------------------------------------- | ------------------------------------------------------- | -------------------- |
| 2000 | Up in Smoke Tour avec Dr. Dre, Snoop Dogg & Ice Cube | 15 juin 2000 – 20 août 2000 (Amérique du Nord)          | 44                   |
| Cette tournée fit la promotion des albums The Marshall Mathers LP d'Eminem, 2001 de Dr. Dre, Tha Last Meal de Snoop Dogg et de War and Peace - Volume 2 (The Peace Disc) de Ice Cube. La tournée débuta le 15 juin 2000 à Chula Vista et s'acheva à Greenwood Village le 20 août 2000 après 43 concerts. Cette tournée, orientée rap West Coast, se déroula essentiellement sur la cote ouest américaine bien que quelques concerts à Détroit ou à Toronto furent organisés. Cette tournée, la première d'Eminem ne sorti pas du continent nord-américain. |                                                      |                                                         |                      |
| 2010 | The Home and Home Tour avec Jay-Z                    | 2 septembre 2010 – 14 septembre 2012 (Amérique du Nord) | 4                    |
| Cette tournée fit la promotion des albums Recovery d'Eminem et de The Blueprint 3 du new-yorkais Jay-Z. Quatre concerts eurent lieu dans les villes d'origines des deux rappeurs: Détroit et New York. De nombreux rappeurs furent invités comme 50 Cent, Drake ou Young Jeezy. Le concert à Détroit fut retransmis par la radio créée par Eminem, Shade 45. De nombreuses célébrités furent présentes en tant que spectateurs lors de cette tournée. C'est le cas de Lady Gaga, Shawn Levy ou encore Royce da 5'9".                                       |                                                      |                                                         |                      |

## Albums live
| Titre                        | Détails | Meilleur classement | Meilleur classement | Meilleur classement | Certifications                                                |
| Titre                        | Détails | US Video            | AUS DVD             | JPN DVD             | Certifications                                                |
| ---------------------------- | --- | ------------------- | ------------------- | ------------------- | ------------------------------------------------------------- |
| Up in Smoke Tour             | - Sortie: 5 décembre 2000 - Label: RED Distribution, Eagle Rock (30001) - Format: DVD, UMD, VHS                                       | 1                   | 1                   | —                   | - RIAA: 6× Platinum - ARIA: 7× Platinum - SNEP: 2× Platinum   |
| E                            | - Sortie: 12 décembre 2000 - Label: Aftermath, Interscope, PolyGram Video (60819) - Format: DVD, VHS                                  | 5                   | —                   | 63                  | - RIAA: Platinum - ARIA: Platinum - MC: Platinum - SNEP: Gold |
| All Access Europe            | - Sortie: 18 juin 2002 - Label: Interscope (493313) - Format: DVD, VHS                                                                | 1                   | 1                   | 93                  | - RIAA: Platinum - ARIA: 2× Platinum                          |
| Anger Management Tour        | - Sortie: June 28, 2005 - Label: Interscope (9883138) - Format: DVD                                                                   | 2                   | 5                   | 20                  | - ARIA: Gold - SNEP: Platinum                                 |
| Live from New York City 2005 | - Sortie: 3 décembre 2005 - Label: Showtime (TV), Eagle Rock (DVD – 302339) - Format: TV broadcast (2005), DVD (2007), Blu-ray (2009) | 13                  | —                   | 240                 |                                                               |